# Spiegelreflexkamera

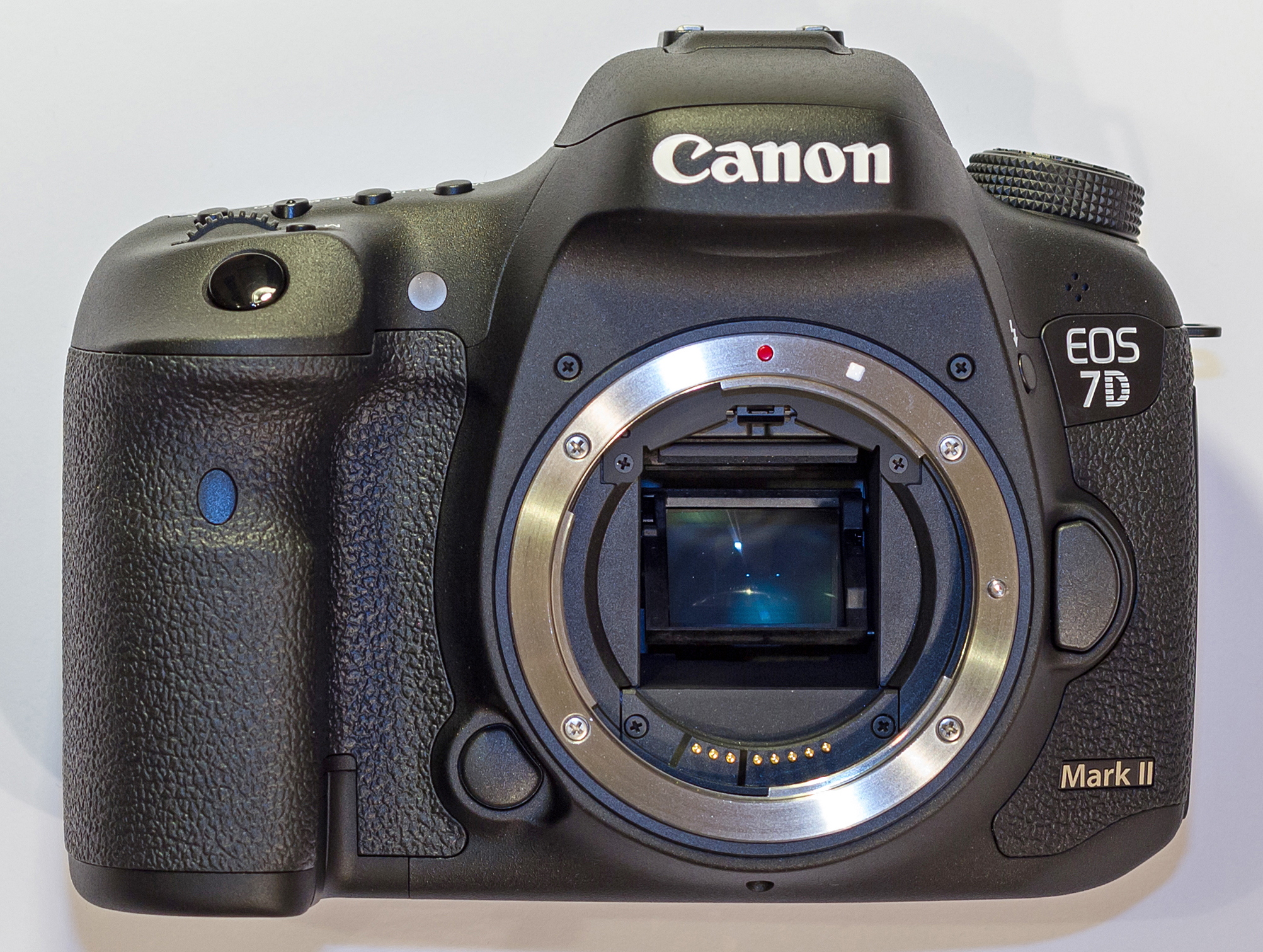
Eine typische digitale Spiegelreflexkamera. Da das Objektiv abgenommen ist, sieht man den beim Auslösen hochklappenden Spiegel.

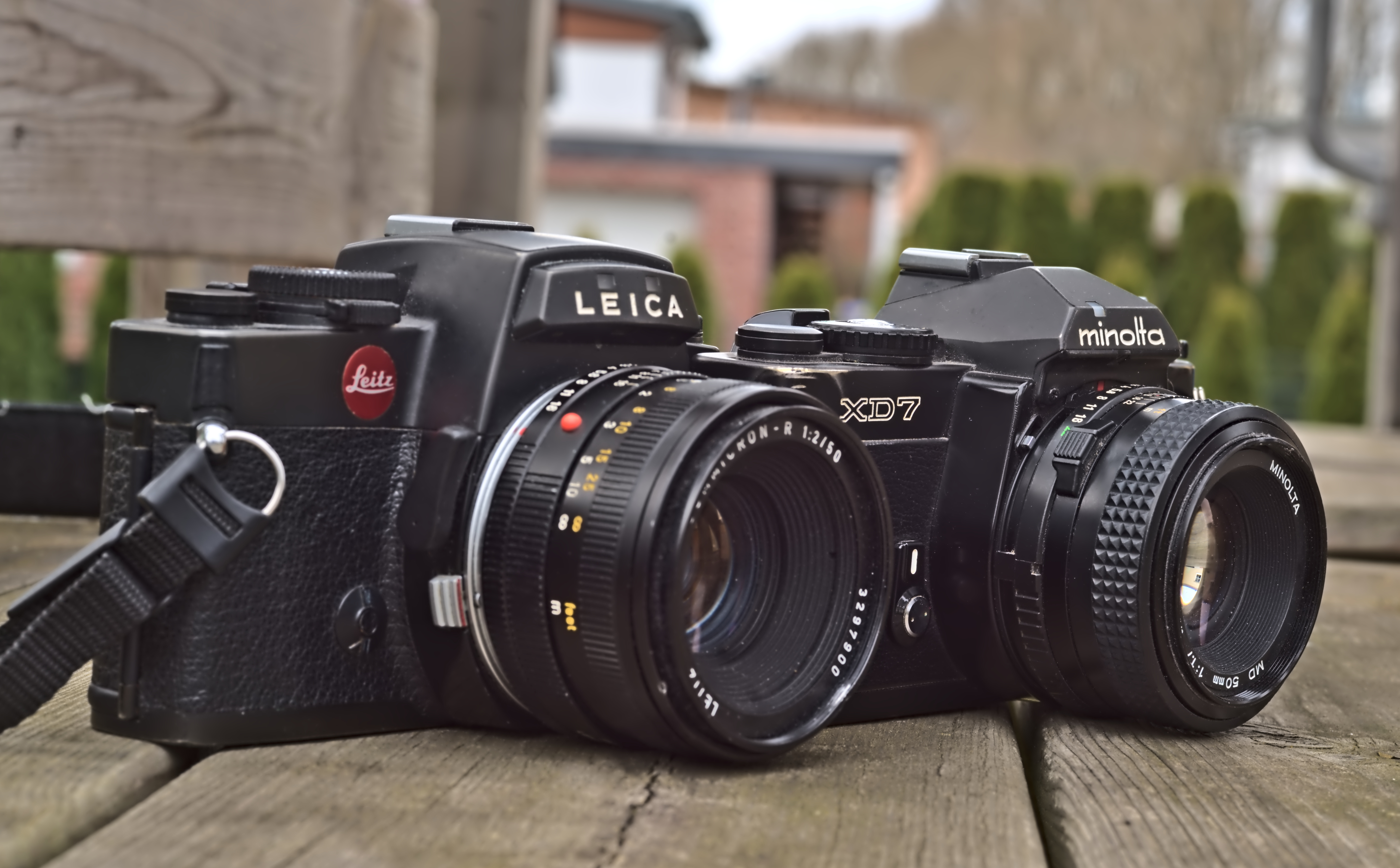
Zwei Spiegelreflexkameras (SLRs) für Kleinbildfilm aus den späten 1970er Jahren: Leica R4 und Minolta XD7.

Als Spiegelreflexkamera oder verkürzt SR-Kamera bezeichnet man einen Fotoapparat, bei dem das Bild des Objektivs von einem Spiegel auf die in der Regel horizontal oberhalb liegende Mattscheibe reflektiert wird. Bei älteren Kameras wird es dort von oben blickend entweder direkt oder mit Hilfe einer Lupe (Lichtschachtsucher) betrachtet, wobei es seitenverkehrt erscheint. Später kamen Prismensucher in Gebrauch, mit deren Hilfe das Bild seitenrichtig und horizontal, parallel zur optischen Achse der Kamera, durch ein Okular blickend sichtbar ist.
Die meisten Spiegelreflexkameras sind sogenannte einäugige, abgekürzt SLR (englisch single-lens reflex). Hier wird das Bild des Aufnahmeobjektivs durch einen entweder wegklappbaren oder (seltener) teildurchlässigen Spiegel in den Sucher reflektiert. Mithilfe einer SLR kann das Motiv verhältnismäßig präzise anfokussiert und scharf eingestellt werden, da der Fotograf direkt durch das Objektiv blicken kann statt durch einen behelfsmäßigen Sucher. Ein Parallaxenfehler tritt nicht auf. Darüber hinaus können so auch leicht Wechselobjektive mit unterschiedlichen Brennweiten realisiert werden, da anders als bei einer konventionellen Sucherkamera im Sucher immer das Bild des Aufnahmeobjektivs zu sehen ist und eine Anpassung des Suchers an die Brennweite nicht notwendig ist.
Daneben gibt es auch die zweiäugige (englisch twin-lens reflex, TLR) Spiegelreflexkamera. Sie hat einen eigenen Sucher-Strahlengang durch ein über dem Hauptobjektiv angebrachtes zweites Objektiv („zweites Auge“), dem ein feststehender Spiegel, die Mattscheibe und in der Regel ein Lichtschacht folgen. Vergleichbar sind beide Kameras nur durch das auf einer horizontal liegenden Mattscheibe befindliche Sucherbild.
Spiegelreflexkameras mit digitalem Aufnahme-Sensor werden meist kurz als DSLR (englisch für digital single-lens reflex) oder DSR (digitale Spiegelreflex) bezeichnet. Manchmal wird dieser Begriff fälschlicherweise für alle digitalen Systemkameras gebraucht, obwohl es auch spiegellose Modelle gibt.

## Geschichte und Entwicklung

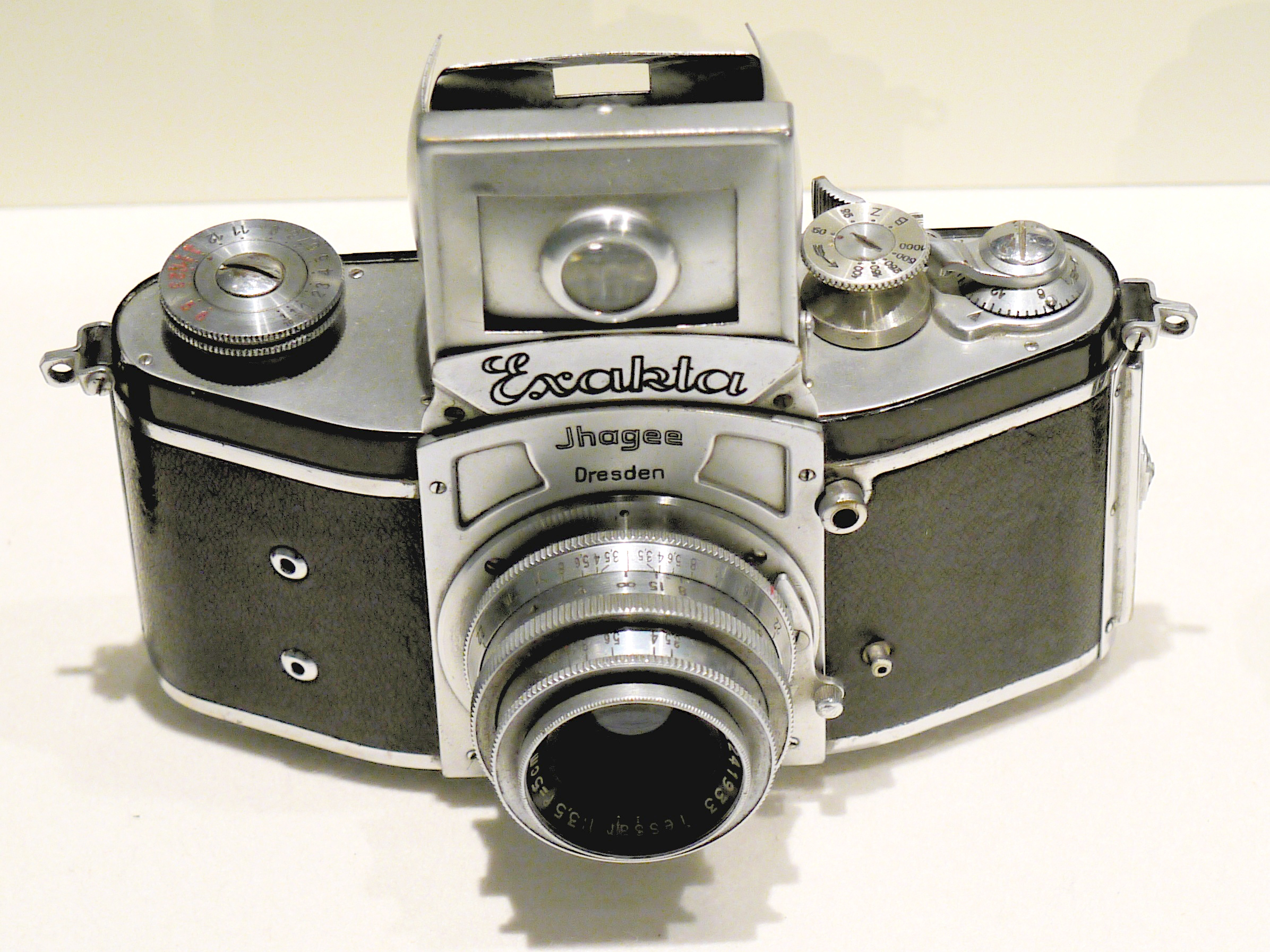
Kine Exakta 1 von 1936, die erste serienmäßig hergestellte Kleinbild-Spiegelreflex

Die erste Spiegelreflexkamera wurde 1861 von Thomas Sutton konstruiert.
1893 wurde ein Wechselmagazin für die Spiegelreflexkamera patentiert.
Die erste in Deutschland hergestellte Spiegelreflexkamera war die Zeus-Spiegel-Kamera und stammte aus dem Werk von Richard Hüttig in Dresden.
Eine der ersten Spiegelreflexkameras mit Klapp-Mechanismus produzierte der Berliner Fritz Kricheldorff (* 1865; † 1933) (siehe Julius Kricheldorff): Um 1895 entwickelte er die erste Spiegel-Reflex-Klappcamera.
Für seine Spiegel-Reflex-Klapp-Camera Modell 1910 meldete er ein Patent an.
Die erste Kleinbild-Spiegelreflexkamera der Welt war die Kine Exakta der Firma Ihagee in Dresden, vorgestellt auf der Leipziger Frühjahrsmesse 1936. Ihr Konstrukteur war Karl Nüchterlein (1904–1945).
Diese Kameras haben, wie alle Spiegelreflexkameras mit Lichtschachtsucher, den Nachteil, dass das Sucherbild seitenverkehrt (Achsenspiegelung) ist. Kurt Staudinger kompensierte dies, im August 1931, durch die Erfindung des seitenumkehrenden Dachkantpentaprismas. Dieses wurde aber erst 1949 (Serienfertigung) in die Contax S (Zeiss Ikon) und Rectaflex (Italien) eingebaut.
Der erste Spiegelreflex-Sucher für den Einblick in Augenhöhe mit seitenrichtigem, aufrechtem Bild wurde in Ungarn am 23. August 1943 für Jenő Dulovits patentiert – er entwarf mit der Duflex auch die erste 35-mm-Spiegelreflex-Kamera für diesen heute üblichen Suchereinblick – allerdings nutzte er kein Dachkantprisma, sondern einzelne Spiegel. Diese Kamera hatte auch den ersten Rückschwingspiegel, mit dessen Hilfe das Sucherbild unmittelbar nach der Aufnahme wieder sichtbar wird.

## Funktionsweise

Funktionsschema einer Spiegelreflexkamera

Bewegungsablauf eines Schwingspiegels (2) in Zeitlupe. In der Realität geschieht die Bewegung so schnell, dass das menschliche Auge sie nicht erfassen kann. Auf dem Spiegel erkennt man, anfangs genau mittig, die Reflexion des Schnittbildentfernungsmessers bzw. des Mikroprismenrings, die in der oberhalb gelegenen, hier nicht sichtbaren Einstellscheibe (5) eingearbeitet sind.

Das die  Linsen des Objektivs (1) passierende Licht wird in einer einäugigen Spiegelreflexkamera vom schräg stehenden Schwingspiegel (2) nach oben reflektiert und gelangt auf die Einstellscheibe (5) des Suchersystems. Mit einer Sammellinse (Feldlinse) (6) und durch die Reflexion innerhalb des Dachkantpentaprismas (7) wird das Bild schließlich im Sucher (8) sichtbar. So erscheint im Sucher exakt dasselbe Bild, das beim Druck auf den Auslöser aufgenommen wird.
Manche Spiegelreflexkameras verwenden anstelle eines Prismensuchers mit Dachkantpentaprisma (7) einen Lichtschachtsucher oder einen Porro-Spiegelsucher. Das Prinzip bleibt jedoch gleich. Ein Dioptrienausgleich im Suchereinblick ermöglicht die Anpassung an Fehlsichtigkeiten des Benutzers.
Außer auf die Einstellscheibe, die dem Fotografen das aufzunehmende Bild zeigt, liefert das Spiegelsystem das Bild auch an die Sensoren für die Belichtungsmessung und das Autofokussystem. Diese können im Sucher integriert sein oder, über einen zusätzlichen Hilfsspiegel versorgt, im Kameraboden sitzen (z. B. bei der Nikon F3).
Beim Druck auf den Auslöser muss zunächst das Spiegelsystem aus dem Lichtweg geschwenkt werden (im Bild durch einen Pfeil gekennzeichnet). Anschließend öffnet sich der Verschluss (3); das Bild gelangt  nun direkt auf die Filmebene (4) beziehungsweise den Film oder Bildsensor. Daher ist während der Belichtung im Sucher kein Bild zu sehen.
Das erforderliche Hochschwenken des Spiegels hat eine kleine zeitliche Verzögerung der Aufnahme zur Folge. Um dies zu eliminieren, wird bei einigen Sonderkonstruktionen (zum Beispiel Canon Pellix) anstelle des Schwingspiegels ein fest montierter, teildurchlässiger Spiegel oder ein Prisma verwendet. Das ermöglicht insbesondere bei motorgetriebenen Kameras erheblich schnellere Aufnahmefolgen, liefert allerdings auch ein weniger helles Sucherbild und lässt weniger Licht zum Sensor oder zum Film durch, da der Spiegel das Licht sowohl im Sucherbetrieb als auch bei der Belichtung aufteilt. Meist wird etwa ein Drittel des Lichts in den Sucher gespiegelt und zwei Drittel zum Sensor oder Film durchgelassen.

### Autofokussystem

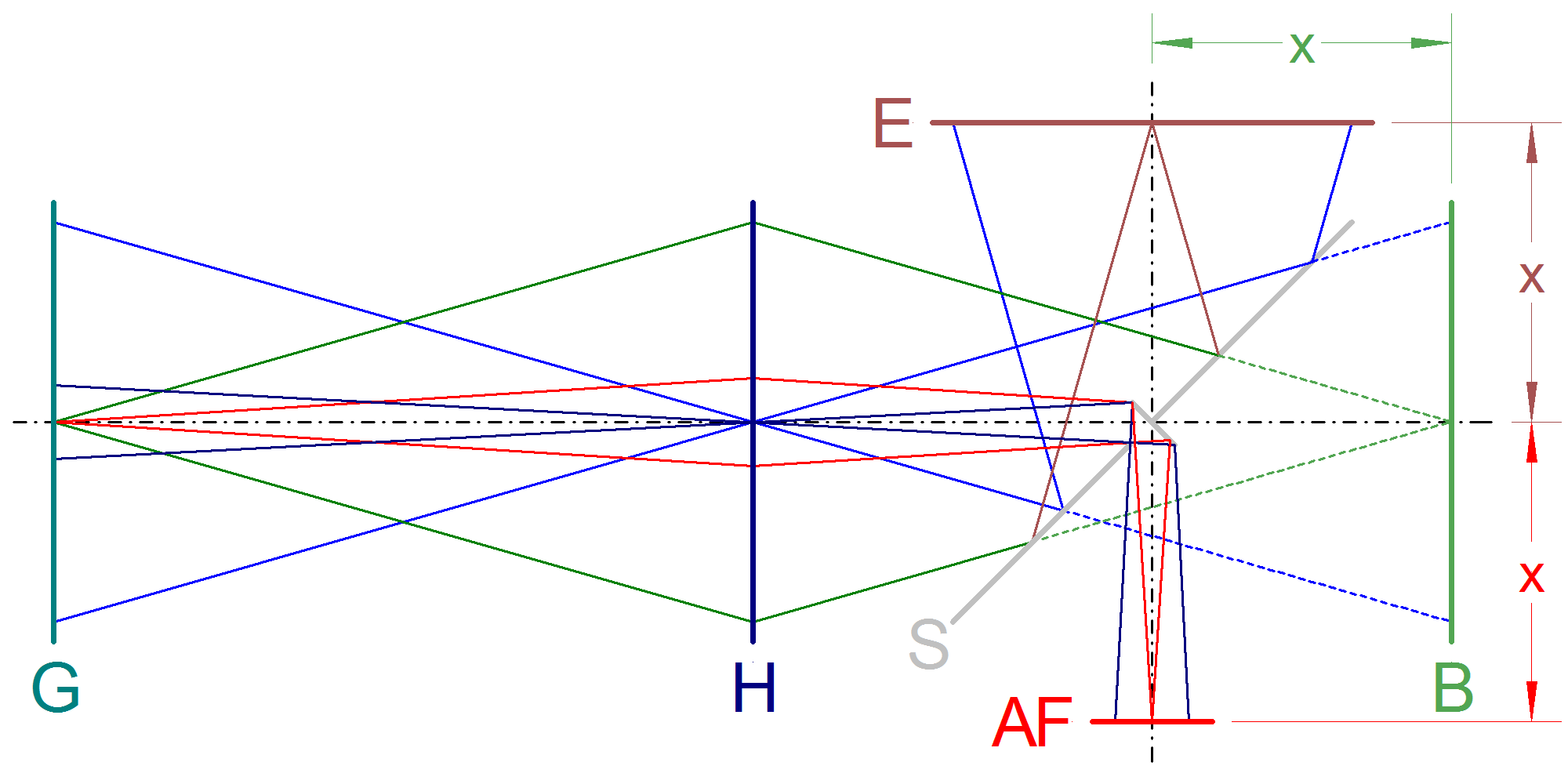
Prinzipieller Strahlengang einer Spiegelreflexkamera mit Autofokusmessung. Das Motiv in der Gegenstandsebene G wird über die Hauptebene H und einen klappbaren Spiegel S auf eine Einstellscheibe E und über einen weiteren kleinen und senkrecht zum Hauptspiegel gestellten Hilfsspiegel auf einen Autofokussensor AF abgebildet. Zur Bildaufnahme in der Bildebene B wird der Spiegel S zusammen mit dem Hilfsspiegel weggeklappt. Die optischen Weglängen zur Film/Sensorebene, zur Mattscheibe und zum Autofokussensor dürfen sich nicht unterscheiden. Aus technischen Gründen befindet sich der Hilfsspiegel in der Regel vollständig hinter dem Hauptspiegel.

Seit Anfang der 1980er Jahre wurden zunehmend Autofokussysteme in die Spiegelreflexkameras eingebaut. Das erste in Serie gebaute Kameragehäuse war das Modell Pentax ME F. Der Hauptspiegel wird dafür halbdurchlässig gemacht und ein zweiter mit dem Hauptspiegel gekoppelter Hilfsspiegel leitet das durch den Hauptspiegel durchgelassene Licht auf einen oder mehrere separate Autofokussensoren im Boden der Kamera. Das aus den Sensoren gewonnene Fehlersignal wird mechanisch oder elektrisch vom Kameragehäuse an das Objektiv übertragen, das die für die Fokussierung zuständigen Linsen verschiebt.
Zur Aufnahme müssen die Spiegel weggeklappt werden, so dass in den letzten Sekundenbruchteilen vor der Aufnahme über die Autofokussensoren keine weitere Autofokusmessung erfolgen kann. Bei neueren digitalen Spiegelreflexkameras wird zunehmend eine weitere Autofokusmessung über den Bildsensor durchgeführt, damit zum Beispiel während der Verwendung des Live-Views oder während einer Videoaufnahme die Schärfe gemessen werden kann.

## Verschlussmechanismen

### Schärfenebenen-Verschlüsse
Fast alle zeitgenössischen Spiegelreflexkameras verwenden einen Schlitzverschluss, der sich vor der Filmebene befindet und verhindert, dass das Licht den Film erreicht, selbst wenn das Objektiv entfernt wird, es sei denn, der Verschluss wird während der Belichtung tatsächlich ausgelöst. Es gibt verschiedene Konstruktionen für Schlitzverschlüsse. Frühe, ab den 1930er Jahren entworfene Schlitzverschlüsse bestanden in der Regel aus zwei Vorhängen, die horizontal über das Filmtor liefen: ein sich öffnender Verschlussvorhang, gefolgt von einem sich schließenden Verschlussvorhang. Bei schnellen Verschlusszeiten bildete der Schlitzverschluss einen „Schlitz“, wobei der zweite Verschlussvorhang dicht an den ersten, sich öffnenden Verschlussvorhang anschloss, um eine schmale, vertikale Öffnung zu erzeugen, wobei sich der Verschlussschlitz horizontal bewegte. Der Schlitz wurde mit zunehmender Verschlusszeit immer schmaler. Daher werden nicht alle Teile des Films zur exakt gleichen Zeit belichtet. Ursprünglich wurden diese Verschlüsse aus einem Stoffmaterial hergestellt (das in späteren Jahren oft gummiert wurde), aber einige Hersteller verwendeten stattdessen andere Materialien. Nippon Kōgaku (heute Nikon Corporation) zum Beispiel verwendete Verschlüsse aus Titanfolie für mehrere ihrer Flaggschiff-Spiegelreflexkameras, darunter die Nikon F, F2 und F3.
Andere Schlitzverschlusskonstruktionen, wie z. B. der Copal Square, wurden vertikal verfahren – der kürzere Verfahrweg von 24 Millimetern (im Gegensatz zu 36 mm horizontal) bedeutete, dass die minimalen Belichtungs- und Blitzsynchronisationszeiten reduziert werden konnten. Diese Verschlüsse sind in der Regel aus Metall gefertigt und verwenden das gleiche Bewegungsschlitzprinzip wie horizontal verfahrbare Verschlüsse. Sie unterscheiden sich jedoch dadurch, dass sie in der Regel aus mehreren Lamellen und nicht wie bei horizontalen Ausführungen aus einem einzigen Vorhang bestehen, da ober- und unterhalb des Rahmens selten genug Platz für einen einteiligen Verschluss vorhanden ist. Vertikale Fensterläden wurden in den 1980er Jahren sehr verbreitet, obwohl Konica, Mamiya und Copal in den 1950er und 1960er Jahren Pionierarbeit leisteten und diese fast ausschließlich für neue Kameras verwendet werden. Nikon verwendete von Copal hergestellte, vertikal ebene Verschlüsse in ihrer Nikomat/Nikkormat-Reihe, die X-Synchronisationsgeschwindigkeiten von 1⁄30 bis 1⁄125 s ermöglichten, während die einzige Wahl für Schlitzverschlüsse zu dieser Zeit 1⁄60 s war. Später leistete Nikon erneut Pionierarbeit bei der Verwendung von Titan für Vertikalverschlüsse, wobei ein spezielles Wabenmuster auf den Lamellen verwendet wurde, um deren Gewicht zu reduzieren und Weltrekordgeschwindigkeiten zu erreichen: 1982 von 1⁄4000 s als Zweiter für nicht-synchronisierte Aufnahmen und 1⁄250 s mit x-sync. Heutzutage werden die meisten dieser Verschlüsse aus billigerem Aluminium hergestellt (obwohl in einigen High-End-Kameras dafür Verbundmaterialien mit Aramid- oder Kohlenstofffasern verwendet werden).

### Drehbarer Schlitzverschluss
Ein ungewöhnliches Design, das Olympus Pen Halbformat-35-mm-SLR-System, das von Olympus in Japan hergestellt wurde, verwendete einen Drehschlitzverschlussmechanismus, der extrem einfach und elegant im Design war. Dieser Verschluss verwendete Titanfolie, bestand aber aus einem einzigen Metallstück mit einer festen Öffnung, die eine elektronische Blitzsynchronisation bis einschließlich seiner maximalen Geschwindigkeit von 1⁄500 Sekunde ermöglichte – was mit den Fähigkeiten von Blattverschlusssystemen konkurrierte
Ein weiteres Kleinbildkamerasystem, das einen Drehverschluss verwendete, waren die Robot-Royal-Kameras, bei denen es sich zumeist um Kleinbildkameras mit Entfernungsmesser handelte. Einige dieser Kameras waren Vollbildkameras, andere waren Halbbildkameras, und mindestens eine Roboterkamera erzeugte ein ungewöhnlich quadratisches Bild auf dem Kleinbildformat.
Die Mercury II, die 1946 hergestellt wurde, verwendete ebenfalls einen Drehverschluss. Es handelte sich um eine Kleinbild-Halbbildkamera mit 35-mm-Rahmen.

### Blattverschlüsse
Ein weiteres Verschlusssystem ist der Lamellenverschluss, wobei der Verschluss aus blendenähnlichen Lamellen aufgebaut ist und sich entweder zwischen dem Objektiv oder hinter dem Objektiv befinden kann. Wenn der Verschluss Teil einer Linsenbaugruppe ist, ist ein anderer Mechanismus erforderlich, um sicherzustellen, dass zwischen den Belichtungen kein Licht auf den Film gelangt.
Ein Beispiel für einen Hinter-dem-Objektiv-Lamellenverschluss findet sich bei den Kleinbild-Spiegelreflexkameras von Kodak mit ihrer Retina-Reflex-Kameraserie, Topcon mit ihrer Auto 100 und Kowa mit ihren SE-R- und SET-R-Reflexen.
Ein primäres Beispiel für eine Mittelformat-Spiegelreflexkamera mit einem Zwischenlinsen-Verschlusssystem wäre Hasselblad mit ihren Modellen 500C, 500 cm, 500 EL-M (eine motorisierte Hasselblad) und anderen Modellen (die ein 6 cm großes quadratisches Negativ produzieren). Hasselblad-Kameras verwenden ein zusätzliches Verschlussblendensystem, das sich hinter der Objektivfassung und dem Spiegelsystem befindet, um ein Beschlagen des Films zu verhindern.
Zu den anderen Mittelformat-Spiegelreflexkameras, die ebenfalls mit Zentralverschluss ausgestattet sind, gehören die inzwischen ausgelaufenen Zenza-Bronica-Kamerasystemreihen wie die Bronica ETRs, die ETRs’i (Bildformat 6 cm × 4,5 cm), die SQ und die SQ-AI (Bildformat wie bei Hasselblad 6 cm × 6 cm) und das Zenza Bronica G-System (6 cm × 7 cm). Bestimmte Mittelformat-Spiegelreflexkameras von Mamiya, ausgelaufene Kamerasysteme wie die Kowa 6 und einige andere Kameramodelle verwendeten ebenfalls Zwischenlinsenblattverschlüsse in ihren Linsensystemen.
Jedes dieser Objektive enthielt einen Blattverschluss in seiner Objektivfassung.
Da Zentralverschlüsse den elektronischen Blitz bei allen Verschlusszeiten synchronisierten, insbesondere bei kurzen Verschlusszeiten von 1⁄500 Sekunde oder schneller, waren Kameras mit Zentralverschlüssen für Studiofotografen, die hochentwickelte elektronische Studioblitzsysteme verwendeten, wünschenswerter.
Einige Hersteller von Mittelformat-Spiegelreflexkameras für Rollfilm 120 bauten auch Objektive mit Blattverschluss für ihre Schlitzverschlussmodelle. Rollei stellte mindestens zwei solcher Objektive für ihre Mittelformat-SL-66 Rolleiflex her, die eine Schlitzverschluss-SLR war. Später wechselte Rollei zu einem Kamerasystem mit Blattverschluss (z. B. die Reflexe 6006 und 6008), und ihre heutigen Mittelformat-Spiegelreflexkameras sind nun alle mit einem Zwischenlinsenverschluss ausgestattet.

## Typen
Grundsätzlich werden zwei Typen von Spiegelreflexkameras unterschieden: ein- und zweiäugige Spiegelreflexkameras.

### Zweiäugige Spiegelreflexkamera
Die zweiäugige Spiegelreflexkamera (engl. twin lens reflex, TLR) besitzt an ihrer Vorderseite immer zwei Objektive gleicher Brennweite. Hier wird durch das erste (untere) Objektiv der Film belichtet. Dieses Aufnahmeobjektiv hat immer einen Zentralverschluss. Das zweite (obere) Objektiv projiziert über einen Spiegel ein seitenverkehrtes Abbild auf eine Einstellscheibe. Häufig ist das Sucherobjektiv aus Kostengründen einfacher konstruiert, aber lichtstärker als das Aufnahmeobjektiv, um ein möglichst helles Sucherbild zu gewährleisten und die Scharfstellung zu vereinfachen. Über den Entfernungseinstellungsmechanismus werden beide Objektive parallel bewegt, so dass über die Einstellscheibe scharfgestellt werden kann.
Typische Vertreter sind Rolleiflex und Mamiya C, wobei nur noch die Rolleiflex in drei Varianten für Mittelformat und einer für Minox-Kleinstbildformat hergestellt wird.
Dieser Kameratyp hat eine Reihe von Vorteilen:
- Das Sucherbild ist immer sichtbar und wird nicht von der Arbeitsblende abgedunkelt;
- das Aufnahmegeräusch ist sehr leise und
- die Auslösung des Kameraverschlusses bewirkt praktisch keine Erschütterungen.

Dem stehen einige Nachteile gegenüber:
- Aufwendige Objektive werden aus Kostengründen nicht realisiert, da sie doppelt erforderlich wären;
- es entsteht ein Parallaxenfehler, der besonders bei Nah- oder Makroaufnahmen bemerkbar ist, da die optischen Achsen der beiden Objektive gegeneinander verschoben sind.

Heute spielen zweiäugige Kameras nur noch eine untergeordnete Rolle, in erster Linie für Nostalgiker und Sammler. In der praktischen Fotografie haben sich einäugige Spiegelreflexkameras durchgesetzt. Einige Modelle zweiäugiger Spiegelreflexkameras mit durchaus hochwertigen Objektiven sind jedoch auf dem Gebrauchtmarkt zu Preisen erhältlich, die einen günstigen Einstieg in die Mittelformatfotografie ermöglichen.

### Einäugige Spiegelreflexkamera

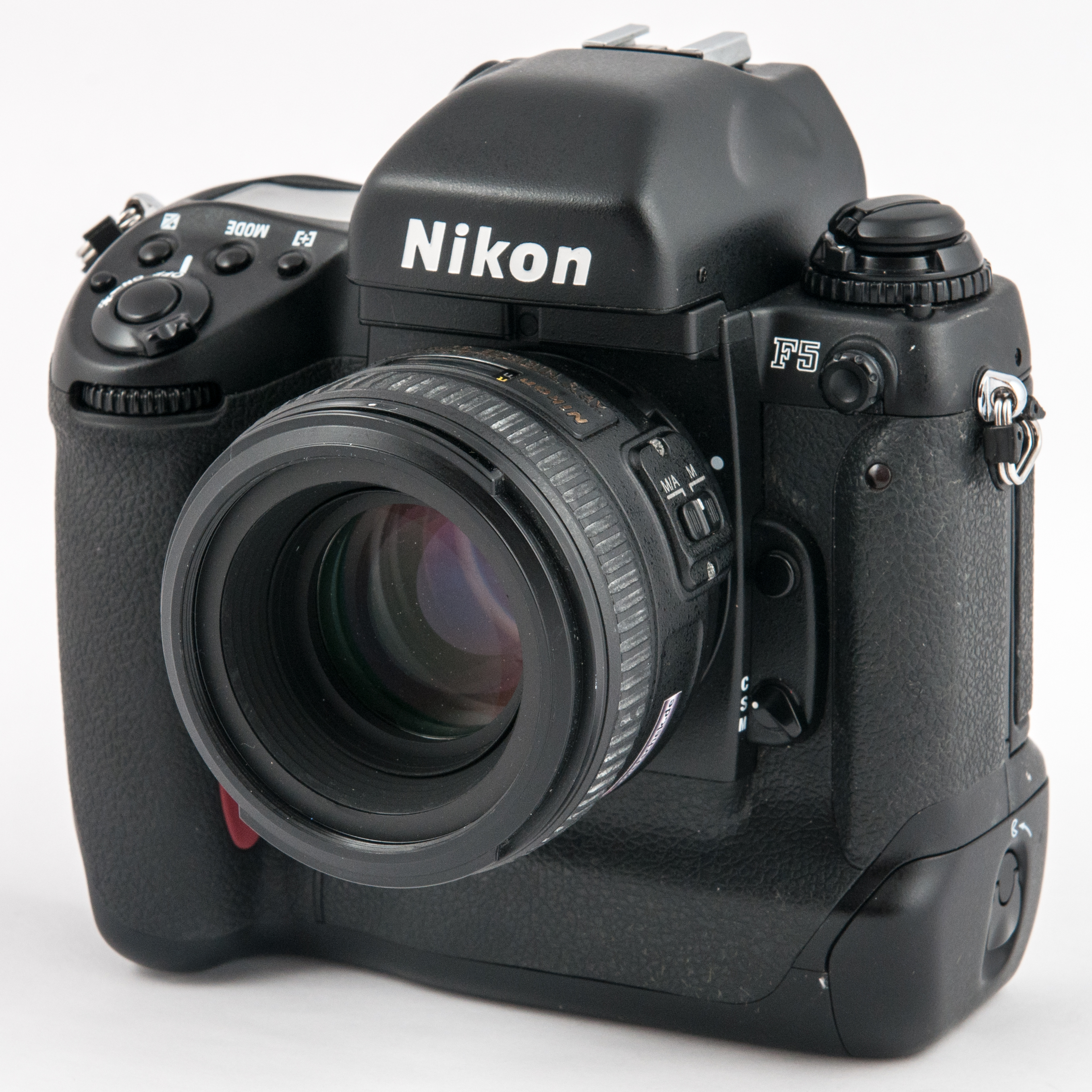
Nikon F5, die vorletzte professionelle analoge Spiegelreflexkamera von Nikon.

Die einäugige Spiegelreflexkamera (engl. single lens reflex, SLR) besitzt einen klappbaren Spiegel (Rückschwingspiegel) und meist ein Dachkantpentaprisma, seltener einen Lichtschacht, über der Einstellscheibe als Sucher. Vor und nach der Aufnahme wird das Bild über den Spiegel auf die Einstellscheibe projiziert und kann über das Dachkantpentaprisma seitenrichtig und aufrecht betrachtet werden. Erst im Moment der Aufnahme wird der Spiegel hoch- oder zur Seite geklappt, sodass er sich nicht mehr im Weg zur Filmebene befindet und der Film belichtet werden kann, wenn der Verschluss ausgelöst wird.
Der Hauptvorteil der einäugigen Spiegelreflexkamera liegt in der Möglichkeit, Wechselobjektive (zum Beispiel Weitwinkel- und Teleobjektive) zu verwenden. Der Verschluss ist in den meisten Fällen ein Schlitzverschluss, der direkt vor der Filmebene liegt, damit die Austauschbarkeit der Objektive gewährleistet ist. Ausnahmen im Bereich der Mittelformatkameras (etwa Hasselblad) nutzen eine Kombination aus Schlitzverschluss und Zentralverschluss, der im Objektiv enthalten ist.
Bedingt durch den Schwingspiegel gibt es einen recht großen Mindestabstand zwischen der Filmebene und der hinteren Linse des Objektivs. Bei kurzen Brennweiten (bei Kleinbild unterhalb von etwa 40 mm) wird daher die Retrofokus-Bauweise eingesetzt, durch die die Objektive aufwendiger und teurer werden. Auch die Abbildungsqualität kann unter den zusätzlichen Linsenelementen leiden.
Ein weiterer Nachteil ist, dass durch den hochklappenden Schwingspiegel die Kamera in Vibration versetzt wird. Weiterhin verdunkelt der Spiegel für die Dauer der Belichtung das Sucherbild.
Da bei abgedunkelter Blende eine Bildbeurteilung auf der Einstellscheibe nur erschwert möglich ist, wurde die Offenblendenmessung entwickelt, mit der die am Objektiv vorgewählte Arbeitsblende erst kurz vor der Auslösung des Verschlusses automatisch eingestellt wird (sogenannte automatische Springblende, kurz: ASB). Während der Lichtmessung wird die Korrektur der Blende über eine spezielle Elektronik auf den Belichtungsmesser im Gehäuse übertragen, oder es erfolgt eine Messung mit Arbeitsblende. Zur Beurteilung der Schärfentiefe kann die Blende bei einigen Geräten manuell auf den Arbeitsblendenwert geschlossen werden. Zur Beurteilung der Entfernungseinstellung ist dagegen die Offenblende optimal, da bei ihr die Schärfentiefe minimal ist.
Im Kleinbildformat 24 mm × 36 m sind nur einäugige Spiegelreflexkameras gebräuchlich. Auch im Mittelformat ab 45 mm × 60 mm haben sie die zweiäugigen trotz ihrer deutlich höheren Preise weitgehend verdrängt, weil diese vorwiegend im Profibereich eingesetzt werden und hier sowohl ausbleibender Parallaxenfehler als auch freiere Objektiv- und Zubehörauswahl ausschlaggebend sind.
Die moderne Filmkamera ist eine einäugige Spiegelreflexkamera. Anstelle des Dachkantpentaprisma besitzt sie Korrekturoptiken, damit das Mattscheibenbild auch beim Schwenken des Sucherrohres seitenrichtig und aufrecht bleibt. Dem Schwingspiegel entspricht ein verspiegelter Umlaufverschluss.

## Optische Komponenten

Querschnittsansicht des SLR-Systems: 1: Frontlinse (Tessar-Design mit vier Elementen) 2: Reflexspiegel im 45-Grad-Winkel 3: Schlitzverschluss 4: Film oder Sensor 5: Mattscheibe 6: Kondensorlinse 7: Dachkant-Pentaprisma aus optischem Glas 8: Okular (kann Dioptrienkorrekturfähigkeit haben)

### Mattscheibe der Praktica Super TL1000

#### Querschnittsansicht des SLR-Systems
1. Frontlinse (Tessar-Design mit vier Elementen)
2. Reflexspiegel im 45-Grad-Winkel
3. Schlitzverschluss
4. Film oder Sensor
5. Mattscheibe
6. Kondensorlinse
7. Pentaprisma (oder Pentamspiegel) aus optischem Glas
8. Okular (kann Dioptrienkorrekturfähigkeit haben)

Ein Querschnitt (oder 'Seitenansicht') der optischen Komponenten einer typischen Spiegelreflexkamera zeigt, wie das Licht durch die Linsenbaugruppe (1) gelangt, von dem in einem 45-Grad-Winkel angebrachten Spiegel (2) reflektiert und auf die matte Mattscheibe (5) projiziert wird. Über eine Kondensorlinse (6) und interne Reflexionen im Dach-Pentaprisma (7) erscheint das Bild im Okular (8). Bei der Aufnahme eines Bildes bewegt sich der Spiegel aus seiner Ruheposition in Pfeilrichtung nach oben, der Schlitzverschluss (3) öffnet sich, und das Bild wird genau wie auf der Mattscheibe (5) auf den Film oder Sensor (4) projiziert. Dieses Merkmal unterscheidet Spiegelreflexkameras von anderen Kameras, da der Fotograf das Bild genau so zusammengesetzt sieht, wie es auf den Film oder Sensor projiziert wird (siehe Vorteile weiter unten).

### Pentaprismen und Penta-Spiegel
Die meisten Kleinbild-Spiegelreflexkameras verwenden ein Dachkant-Pentaprisma oder einen Penta-Spiegel, um das Licht auf das Okular zu lenken. Dieses wurde erstmals bei der 1948 von Jenő Dulovits konstruierten und im August 1943 (Ungarn) patentierten Duflex[8] verwendet. Mit dieser Kamera erschien auch der erste Instant-Return-Spiegel. Die erste japanische Pentaprismen-Spiegelreflexkamera war die Miranda T von 1955, gefolgt von der Asahi Pentax 6×7, Minolta SR-2, Zunow, Nikon F und der Yashica Pentamatic.
Einige Spiegelreflexkameras boten herausnehmbare Pentaprismen mit optionalen Sucherfunktionen, wie z. B. den Hüftsucher, die austauschbaren Sportfinder der Canon F1 und F1n, die Nikon F, F2, F3, F4 und F5 sowie die Pentax LX.
Ein weiteres Prismendesign war das Porro-Prismensystem, das in der Olympus Pen F, der Pen FT, der Pen FV Kleinbild-Spiegelreflexkamera im Halbbildformat verwendet wurde. Dieses wurde später in der Olympus EVOLT E-3x0-Serie, der Leica Digilux 3 und der Panasonic DMC-L1 verwendet. Es ist ein Winkelsucher erhältlich, der auf das Okular der meisten Spiegelreflex- und D-SLR-Kameras aufgesteckt wird und den Blick durch einen Sucher in Hüfthöhe ermöglicht. Es gibt auch einen Sucher mit EVF-Fernbedienung.

## Weitere Entwicklungen
Seit die Technologie in den 1970er Jahren weit verbreitet wurde, sind Spiegelreflexkameras zum wichtigsten fotografischen Instrument geworden, das von engagierten Amateurfotografen und Profis verwendet wird. Einige Fotografen von statischen Motiven (wie Architektur, Landschaft und einige kommerzielle Motive) bevorzugen jedoch Fachkameras, weil sie die Perspektive kontrollieren können. Mit einem dreifach ausziehbaren Balgengerät 4″ × 5″ wie der Linhof SuperTechnika V kann der Fotograf bestimmte Verzerrungen korrigieren, wie z. B. „Keystoning“, bei dem die Bild-„Linien“ konvergieren (d. h. Fotografieren eines Gebäudes, indem eine typische Kamera nach oben gerichtet wird, um die Oberseite des Gebäudes einzuschließen). Perspektivische Korrekturlinsen sind im Kleinbild- und Mittelformat erhältlich, um diese Verzerrung mit Filmkameras zu korrigieren, und sie kann bei Digitalkameras auch nachträglich mit Foto-Software korrigiert werden. Der Fotograf kann auch den Balgen auf die volle Länge ausfahren, die Frontalnormale neigen und Fotomakrografie (allgemein als „Makrofotografie“ bekannt) durchführen, wodurch ein scharfes Bild mit Tiefenschärfe ohne Abblenden der Objektivblende entsteht.

## Digitale Spiegelreflexkameras

### DSLR

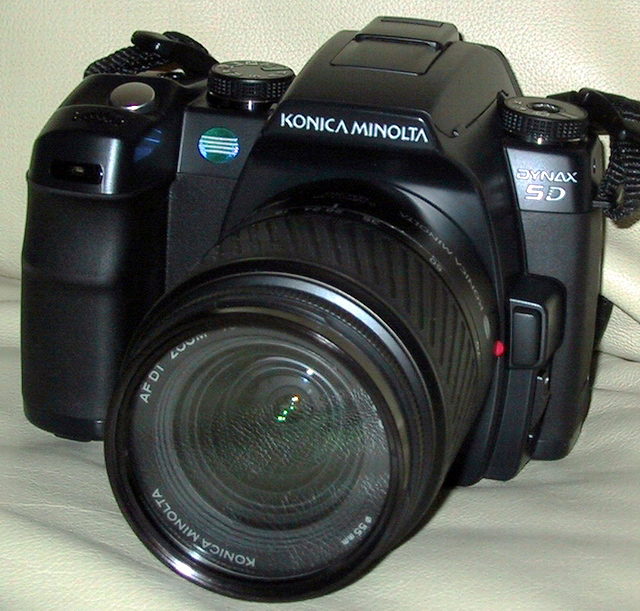
Digitale Spiegelreflexkamera Konica Minolta Dynax 5D

Digitale Kamerasysteme mit Spiegelreflexkameras werden auch als DSLR oder D-SLR (engl. digital single lens reflex) bezeichnet. DSLR sind ihren analogen Pendants vom mechanischen Aufbau her sehr ähnlich, doch statt eines Films beherbergen sie einen Bildsensor (CCD-, CMOS- beziehungsweise Active Pixel Sensor).
Hauptvorteil von Digitalkameras im Vergleich zu ihren mit Film arbeitenden Vorgängern ist die direkte Verfügbarkeit der Bilddaten, da die zeitraubende Entwicklung von Filmmaterial entfällt. Durch das eingebaute Display ist ein Betrachten der Fotos unmittelbar nach der Aufnahme möglich, wodurch eine missratene oder fehlbelichtete Aufnahme – im Rahmen der Möglichkeiten, die die Größe und Qualität des Displays zulassen – erkannt werden kann. Bei den meisten Kameras kann darüber hinaus ein Histogramm (Häufigkeitsverteilung) der Helligkeit eingeblendet werden, das die Untersuchung des Bildes auf Unter- oder Überbelichtung erleichtert und unabhängig von den Wiedergabeeigenschaften des Displays ist. Weitere Hilfen sind Über- und Unterbelichtungswarnungen, bei denen die fehlbelichteten Bildbereiche blinkend hervorgehoben werden.
Wie bei den herkömmlichen Spiegelreflexkameras verwenden die meisten Hersteller eigene Objektiv- und Zubehörsysteme, weshalb DSLR-Benutzer nach der Entscheidung für ein bestimmtes Fabrikat weitgehend auf dieses System festgelegt sind. Zum Teil können Objektive eines Anbieters auch an DSLR anderer Hersteller verwendet werden. Es gibt häufig die Möglichkeit, über Adapterringe die Bajonettverschlüsse anderer Hersteller zu benutzen, wobei jedoch unter Umständen verschiedene Automatikfunktionen nur teilweise oder gar nicht unterstützt werden. Einige Hersteller nutzen kein eigens entwickeltes Bajonettsystem, sondern lizenzieren ein bereits vorhandenes, so dass durchaus auch Optiken an anderen Kameras verwendet werden können. So verbaut zum Beispiel Fujifilm an eigenen DSLR das von Nikon entwickelte F-Bajonett.
Verglichen mit dem Kleinbildfilm verwenden viele DSLR einen kleineren Bildsensor, wodurch bei gegebener Brennweite ein kleinerer Bildwinkel genutzt wird. Um an solch einer Kamera denselben Bildausschnitt wie bei einer Kleinbildkamera zu erzielen, muss ein Objektiv eine um den Formatfaktor (englisch auch crop-Faktor genannt „to crop“ = ausschneiden) kürzere Brennweite aufweisen. Typische Werte für diesen oft falsch als „Brennweitenverlängerungsfaktor“ bezeichneten Formatfaktor sind die APS-C-Sensoren, × 1,5 (Nikon, Sony/Minolta, Pentax, Samsung), × 1,6 (Canon) oder × 2 (Olympus, Panasonic). Das heißt, dass mit einem 50-mm-Objektiv an einer Kamera mit einem Formatfaktor von 1,5 der Bildausschnitt so groß ist wie der eines 75-mm-Objektivs an einer Kleinbild-Spiegelreflexkamera.

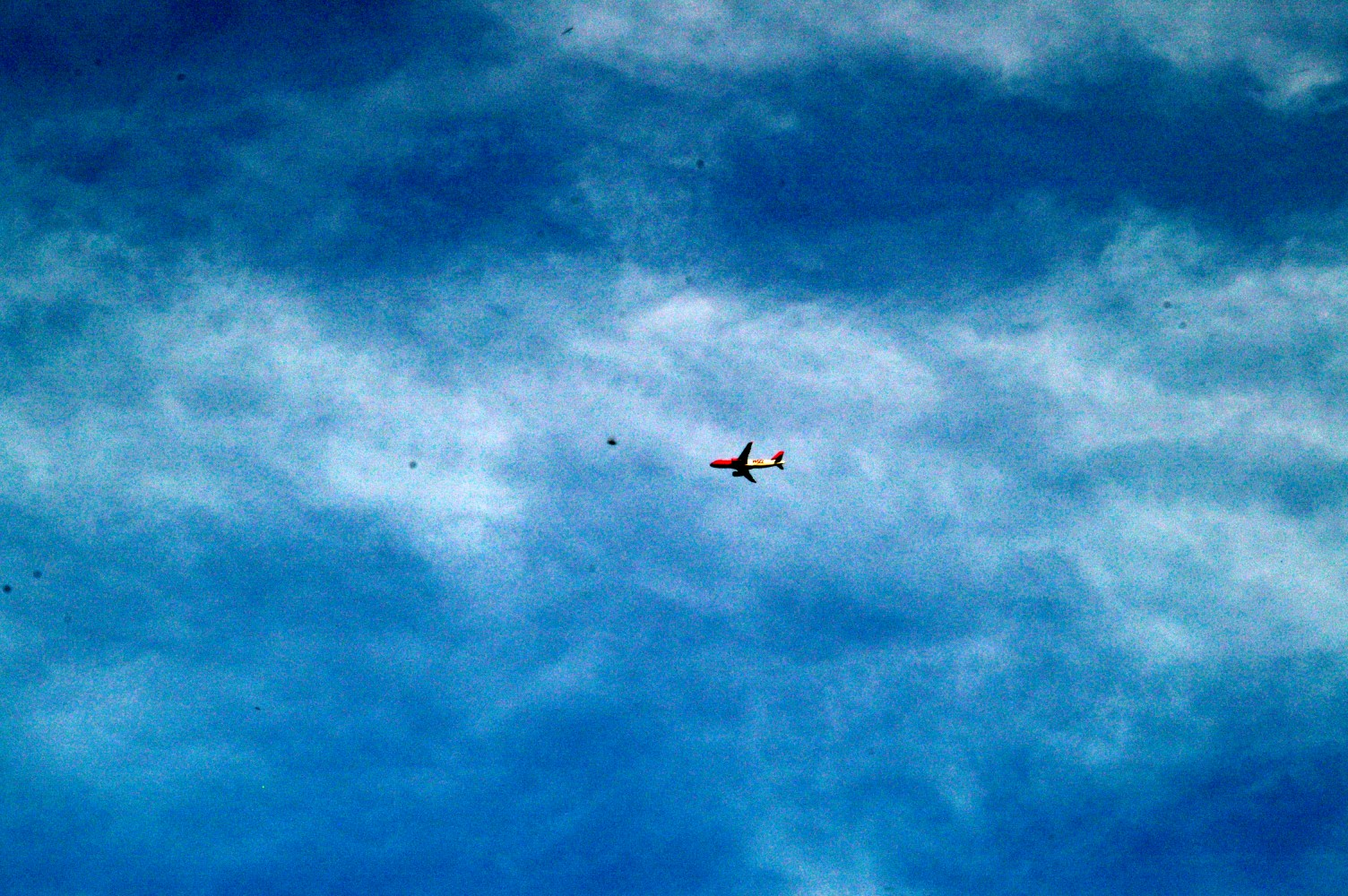
Auswirkung von Ablagerungen auf dem Bildsensor einer DSLR

Grundsätzliche Probleme digitaler Spiegelreflexkameras sind Staub und andere Verschmutzungen des Bildsensors. Beim Objektivwechsel kann Staub in den Spiegelkasten eindringen, der sich bei folgenden Aufnahmen auf dem Aufnahmesensor ablagern kann. Auch mechanischer Abrieb oder feinste Tröpfchen der Schmierung aus der Spiegel- und Verschlussmechanik können sich niederschlagen. Während in analogen Kameras die Verunreinigungen über den Filmtransport früher oder später abgeführt werden, bleiben sie als Ablagerungen auf dem Bildsensor und sind bei kleinen Blenden als mehr oder weniger deutlich sichtbare Abschattungen auf allen folgenden Bildern sichtbar. Die Hersteller von DSLR bieten unterschiedliche technische Verfahren an, um dieses Problem zu mindern.
Manche Fotografen sehen DSLRs nur als eine Kompromisslösung an, da ursprünglich konstruktionsbedingt keine Live-Vorschau (Live-View) des Bildes auf dem Display möglich war. Bereits Ende der 1990er Jahre waren SLRs mit fest angebautem Objektiv und halbtransparentem Spiegel erhältlich, der die Betrachtung des Sucherbildes sowohl im optischen Sucher als auch am Display auf der Rückseite der Kamera ermöglichte. Nach einer Pause wurde das Konzept 2010 von Sony fortgeführt, allerdings hier dann mit einem elektronischen Sucher.
Etwa seit 2009 hat beinahe jeder DSLR-Hersteller Kameras im Programm, welche eine Live-Vorschau ermöglichen. Durch geringe Größe, relativ niedrige Auflösung und Darstellungsverzögerungen eingeschränkt, konnten die meisten Vorschau-Displays Stand 2012 nicht als vollwertiger Ersatz für den Spiegelreflexsucher angesehen werden, ergänzten diesen aber in manchen Aufnahmesituationen sinnvoll. Falls der eigentliche Aufnahmesensor auch für die Live-Vorschau benutzt wird, erwärmt er sich, da er dauernd und nicht nur während der Aufnahme mit Strom versorgt wird, was zu höherem Rauschen führt.
Als erste DSLR gilt die „Electro-Optic Camera“ von Kodak aus dem Jahr 1987.

### Video-DSLR

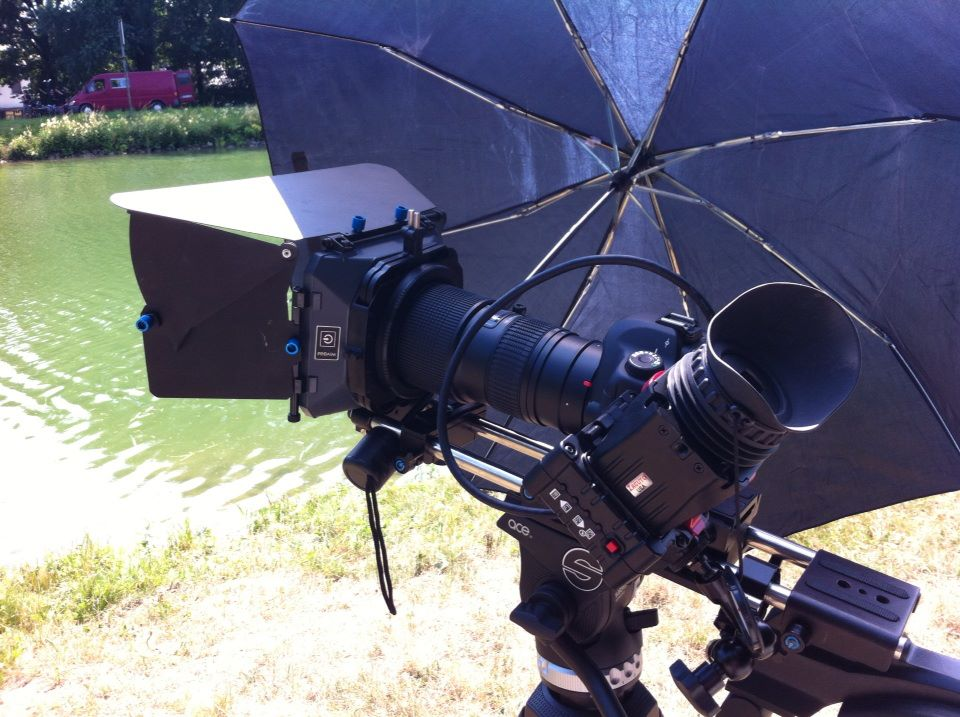
Canon EOS 5D II als Video-DSLR, montiert auf einem Rig mit Mattebox und Viewfinder

Unter einer Video-DSLR (auch: VDSLR, HDSLR) versteht man eine DSLR (manchmal werden auch entsprechende spiegellose Systemkameras in unzutreffender Weise so bezeichnet), die in der Lage ist, zusätzlich zu Fotografien Videos aufzuzeichnen.
Ausgangspunkt der Entwicklung von Video-DSLRs war die ca. 2005 beginnende Integration sogenannter „Live-View“-Bildschirme in Spiegelreflexkameras, bei denen statt Einblick in den Reflexsucher das Bild auch auf einem LC-Display begutachtet werden konnte. Hierzu waren Verschlüsse notwendig, die dauerhaft offen gestellt werden konnten, um ein Bild auf dem Bildsensor zu erhalten, welches dann kontinuierlich ausgelesen und auf dem Bildschirm angezeigt wurde. Mit der D90 stellte Nikon am 27. August 2008 zur photokina die erste videofähige DSLR vor, Canon folgte mit der EOS 5D II. Mittlerweile haben die meisten DSLR einen Videomodus, allerdings lassen sich nicht bei allen Modellen alle Parameter manuell kontrollieren. Die Aufnahmedauer der DSLRs ist gewöhnlich aufgrund des FAT-Dateisystems auf 4 GiB begrenzt, was je nach Auflösung, Bildfolge und verwendetem Codec etwa 5 bis 30 Minuten entspricht. DSLRs erwärmen sich im Videomodus ähnlich wie im Live-View-Modus, wodurch das Rauschen des Bildsensors zunimmt.
Video-DSLRs werden auch für Werbefilme und Kurzfilme verwendet, die Tonaufzeichnung erfolgt in der Regel mit einem externen Audiorekorder. Die Arbeitsweise ist mit einer klassischen Filmkamera zu vergleichen. Auch das zusätzliche Equipment einer Filmkamera wie Schärfenachführung und Mattebox wird verwendet. Am 17. Mai 2010 wurde in den USA eine von Regisseur Greg Yaitanes komplett mit DSLRs gedrehte Folge der Serie Dr. House, das Finale der sechsten Staffel, gesendet. Beim Filmen ist der Spiegel dauerhaft hochgeklappt und entsprechend funktionslos.

## Vorteile von Spiegelreflexkameras
Ein Vorteil gegenüber Messsucherkameras oder Kameras mit separaten Suchern ist die Übereinstimmung von Blick- und Aufnahmeachse, das heißt, was der Fotograf im Sucher sieht, wird ohne Parallaxenverschiebung aus dem gleichen Blickwinkel und mit der gleichen Perspektive auf den Film oder Bildsensor abgebildet.
Digitale Spiegelreflexkameras bieten im Vergleich zu spiegellosen Gehäusen den Vorteil, dass das Sucherbild im ausgeschalteten Zustand sicht- und auch fokussierbar ist. Auch eingeschaltet ist der Energiebedarf deutlich geringer, da kein Sucherbild aufgebaut werden muss.

## Nachteile von Spiegelreflexkameras
Unmittelbar spürbare Nachteile sind das deutlich höhere Gewicht und die Größe, vor allem mit lichtstarken Objektiven. Der Spiegelmechanismus verursacht zusätzliche Geräusche. Das ist beim Fotografieren an Orten, an denen absolute Stille gefordert wird, zum Beispiel im Theater, hinderlich. Zudem kann das Schwenken des Spiegels zu Vibrationen der Kamera und einer damit verbundenen Verwacklungsunschärfe des Bildes führen. Diesem kann man mit einer Spiegelvorauslösung entgegenwirken.
Durch die Benutzung des Spiegels ergibt sich unter Umständen ein Fokussierungsfehler bei der Entfernungseinstellung, da die Bildschärfe nicht in der Bildebene des Films beziehungsweise des Bildsensors ermittelt wird, sondern mit Hilfe einer Einstellscheibe oder eines gesonderten Schärfesensors. Im Falle von Bildfeldwölbung des verwendeten Objektivs, Fertigungstoleranzen, Dejustierungen oder bei minderwertiger Produktion repräsentieren diese Einstellebenen geometrisch nicht hinreichend genau die Bildebene, so dass die Bilder oder Bildbereiche unscharf aufgenommen werden. Bei einer Spiegelreflexkamera mit einem 24-Megapixel-Bildsensor im Vollformat beträgt der Pixelpitch zum Beispiel 6 Mikrometer. Wird ein hochgeöffnetes Objektiv mit der Blendenzahl 1,2 verwendet, müssten die Bildweiten von Einstellscheibe, Autofokussensor und Bildsensor in allen Bildpunkten auf 5 Mikrometer genau eingehalten werden, damit der Fokussierungsfehler nicht größer als die Pixelgröße wird.
Solange der Spiegel den Bildsensor verdeckt, kann eine digitale Spiegelreflexkamera nicht im Live-View betrieben werden. Dann können auch keine entsprechenden Belichtungshistogramme bestimmt und angezeigt werden. Diese beiden Einschränkungen gelten jedoch nicht bei einigen heutigen DSLRs, die für diesen Zweck einen zweiten Bildsensor haben, wie in einigen Sony DSLRs verbaut. Ferner ist auch keine Schärfeeinstellung möglich, die auf einer Kontrastmessung mit dem Bildsensor basiert, wie zum Beispiel bei der Gesichtserkennung, mit Fokus-Peaking oder der Schärfeverfolgung von festgelegten Mustern im Bild. Seit in den 1960er Jahren Spiegelreflexkameras mit feststehendem teildurchlässigem Spiegel (engl. pellicle mirror) eingeführt wurden, welche den Schwingspiegelmechanismus ersetzten, war die Nutzung der beiden optischen Pfade zum Sensor oder zur Filmebene oder zum Sucher nicht mehr auf ein „Entweder-oder“ beschränkt, sondern beide Pfade konnten gleichzeitig genutzt werden.
Da die Schnittweite der Objektive groß genug sein muss, um dem Spiegel der Kamera Platz zu lassen, müssen Objektive kleinerer Brennweite als Retrofokus-Objektive gebaut werden, wodurch sie vergleichsweise groß werden und auch schwieriger zu korrigieren und entsprechend kostspieliger sind.

## Zuverlässigkeit
Spiegelreflexkameras sind sehr unterschiedlich gebaut und haben typischerweise Gehäuse aus Kunststoff oder Magnesium. Die meisten Hersteller geben keine Haltbarkeitsspezifikationen an, aber einige berichten über die Lebenserwartung von Verschlüssen bei professionellen Modellen. So ist beispielsweise die Canon EOS 1Ds MkII für 200 000 und die Nikon D3 mit ihrem exotischen Kohlenstoff/Aramidfaser-Verschluss für 300 000 Verschlusszyklen ausgelegt. Da viele Spiegelreflexkameras mit Wechselobjektiven ausgestattet sind, kann Staub, Sand und Schmutz beim Herausnehmen des Objektivs durch den Spiegelkasten in das Kameragehäuse gelangen und so den Spiegelbewegungsmechanismus oder den Verschlussvorhangmechanismus selbst verschmutzen oder sogar blockieren. Darüber hinaus können diese Partikel auch die Fokussierungsfunktion eines Objektivs blockieren oder anderweitig behindern, wenn sie in die Fokussierungsspirale gelangen. Das Problem der Sensorreinigung hat sich bei DSLRs etwas verringert, da einige Kameras eine eingebaute Sensorreinigungseinheit haben.